# Olle (voornaam)
Olle is een Zweedse jongensnaam.

## Bekende naamdragers
- Olle Bærtling, Zweeds kunstschilder en beeldhouwer
- Olle Bexell, Zweeds atleet
- Olle Ohlson, Zweeds waterpoloër

## Fictieve figuur
- Olle Kapoen, sprookjesfiguur